# パウサニアス (スパルタ王)
パウサニアス（古希: Παυσάνιας、古代ギリシア語ラテン翻字: Pausanias、在位：紀元前445年 - 紀元前428年、紀元前409年 - 紀元前394年）はアギス朝のスパルタ王である。

## 略歴・人物
パウサニアスは先王プレイストアナクスの子で、次代の王アゲシポリス1世の父である。戦争の際の不手際により裁判にかけられてプレイストアナクスが追放された時に、パウサニアスは叔父クレオメネスの後見の下で名目的にではあるが王位についた。紀元前428年にスパルタに呼び戻されると再びプレイストアナクスが王位につき、紀元前409年のプレイストアナクスの死後にパウサニアスは再び王位についた。
パウサニアスはペロポネソス戦争の最後を指導した。彼は紀元前405年に共同統治者のアギス2世と共にアテナイ封鎖を指揮し、アテナイを降伏に追い込んだ。ペロポネソス戦争の後、アテナイでは親スパルタの寡頭政府三十人政権が成立したが、将軍トラシュブロスら民主派が反旗を翻した。紀元前403年にパウサニアスは民主派を粉砕するために軍と共にアッティカへ送られた。彼はアテナイの民主派と矛を交えはしたものの、クセノポンによればかねてより対立していた将軍リュサンドロスへの嫉妬から、またパウサニアスによればアテナイの窮状を哀れんで手ぶらで戻り、三十人政権から手を引き、アテナイの党派抗争を仲裁した。これによって息を吹き返したアテナイの民主派によってアテナイでは民主政が復活した。この件でパウサニアスはスパルタで告訴されたが無罪を勝ち取った。
コリントス戦争に際して、紀元前394年にパウサニアスとリュサンドロスはそれぞれ一軍を率いてボイオティアに侵攻した。しかし、パウサニアス隊の遅延のためにリュサンドロス隊はハリアルトスの戦いで敗れ、リュサンドロスは戦死してしまった。戦いの後に到着したパウサニアスは一度はボイオティア軍と戦おうとはしたが、トラシュブロス率いるアテナイ軍の接近を知り、挟み撃ちを恐れてテバイと休戦条約を結んで戦死者の遺体を回収して帰った。援軍が間に合わずにリュサンドロスを死なせてしまったこと、戦いもせずに帰ったこと、さらにためにアテナイの民主派への協力的な態度から、パウサニアスは死刑の宣告を受けたが、刑の執行の前にテゲアに亡命した。

## 註
1. ↑  トゥキュディデス, III. 26
2. ↑  クセノポン, II. 2. 4-20
3. ↑  クセノポン, II. 4. 29-39
4. ↑  パウサニアス, III. 5. 1-2
5. ↑  クセノポン, III. 5. 6-7
6. ↑  パウサニアス, III. 5. 4-5; クセノポン, III. 5. 23-24
7. ↑  パウサニアス, III. 5. 6; クセノポン, III. 5. 25